# Humbertiella yunnanensis
Humbertiella yunnanensis är en bönsyrseart som beskrevs av Wang och Wen-Xuan Bi 1995. Humbertiella yunnanensis ingår i släktet Humbertiella och familjen Liturgusidae. Inga underarter finns listade i Catalogue of Life.